# Dominik Badinka
Dominik Badinka (* 27. listopadu 2005, Chomutov) je český hokejový obránce, který momentálně působí v týmu Malmö Redhawks. V roce 2024 byl draftován týmem Carolina Hurricanes.
V Draftu NHL 2024 byl draftován týmem Carolina Hurricanes jako 34.